# 阿列克谢·杜米特鲁
阿列克谢·杜米特鲁（羅馬尼亞語：Alexe Dumitru，1935年3月21日—1971年5月17日），罗马尼亚男子皮划艇运动员。他曾代表罗马尼亚参加1956年和1960年夏季奥林匹克运动会皮划艇比赛，其中1956年奥运会获得一枚金牌。